# Neckera
Genre
Neckera est un genre de Bryophytes.

## Liste d'espèces
Selon Catalogue of Life (16 juillet 2013) :
- Neckera aequalifolia
- Neckera americana
- Neckera andina
- Neckera andrei
- Neckera angustifolia
- Neckera aurescens
- Neckera balansae
- Neckera besseri
- Neckera bhutanensis
- Neckera borealis
- Neckera brownii
- Neckera caldensis
- Neckera chilensis
- Neckera complanata
- Neckera coreana
- Neckera crenulata
- Neckera crispa
- Neckera decurrens
- Neckera denigricans
- Neckera douglasii
- Neckera ehrenbergii
- Neckera emersa
- Neckera falcata
- Neckera fauriei
- Neckera flexiramea
- Neckera formosana
- Neckera goughiana
- Neckera hawaiico-pennata
- Neckera hedbergii
- Neckera heterophylla
- Neckera himalayana
- Neckera humilis
- Neckera intermedia
- Neckera konoi
- Neckera laevigata
- Neckera leichhardtii
- Neckera leptodontea
- Neckera nakazimae
- Neckera neckeroides
- Neckera nelloi
- Neckera obtusifolia
- Neckera oligocarpa
- Neckera pachycarpa
- Neckera pennata
- Neckera perpinnata
- Neckera platyantha
- Neckera plumosa
- Neckera polyclada
- Neckera praelonga
- Neckera puiggarii
- Neckera pumila
- Neckera pusilla
- Neckera remota
- Neckera rigida
- Neckera rotundata
- Neckera sanctae-catharinae
- Neckera scabridens
- Neckera semicrispa
- Neckera setschwanica
- Neckera spruceana
- Neckera submacrocarpa
- Neckera subuliformis
- Neckera sundaensis
- Neckera tenera
- Neckera tjibodensis
- Neckera undulatifolia
- Neckera urnigera
- Neckera valentiniana
- Neckera villae-ricae
- Neckera viridis
- Neckera yezoana
- Neckera yunnanensis

Selon ITIS (16 juillet 2013) :
- Neckera complanata (Hedw.) Hüb.
- Neckera douglasii Hook.
- Neckera pennata Hedw.

Selon NCBI (16 juillet 2013) :
- Neckera cephalonica
- Neckera crenulata
- Neckera decurrens
- Neckera douglasii
- Neckera himalayana
- Neckera jamesonii
- Neckera neckeroides
- Neckera pennata
- Neckera platyantha
- Neckera polyclada
- Neckera pumila

Selon Tropicos (16 juillet 2013) (Attention liste brute contenant possiblement des synonymes) :
- Neckera abbreviata Cardot
- Neckera abietina Hook.
- Neckera abyssinica Müll. Hal.
- Neckera aciculata (Taylor) Mitt.
- Neckera acuminata Hook.
- Neckera acutata Mitt.
- Neckera acutifolia Brid.
- Neckera adiantum Griff.
- Neckera aequalifolia Müll. Hal.
- Neckera affinis Hook.
- Neckera africana Müll. Hal.
- Neckera afrovictoriae (Müll. Hal. ex Dusén) Paris
- Neckera alleghaniensis (Müll. Hal.) Mitt.
- Neckera alopecura (Brid.) Müll. Hal.
- Neckera alopecuroides Mitt.
- Neckera amazonica Mitt.
- Neckera ambigua (Hook.) Müll. Hal.
- Neckera amblyacis Müll. Hal.
- Neckera amblyoglossa Müll. Hal.
- Neckera americana Grev.
- Neckera ampullacea Müll. Hal.
- Neckera anacamptolepis Müll. Hal.
- Neckera andamana (Müll. Hal.) A. Jaeger
- Neckera anderssonii Müll. Hal.
- Neckera andina Mitt.
- Neckera andrei Thér. & P. de la Varde
- Neckera angusta Müll. Hal.
- Neckera angustifolia Müll. Hal.
- Neckera appressa Müll. Hal.
- Neckera aptychoides Schlieph. ex Müll. Hal.
- Neckera aquatilis Müll. Hal.
- Neckera araucarieti Müll. Hal.
- Neckera arbuscula Hampe ex Müll. Hal.
- Neckera arcuans Mitt.
- Neckera argentinica Lorentz ex Müll. Hal.
- Neckera ascensionis Besch.
- Neckera assimilis Müll. Hal.
- Neckera atro-lutea Müll. Hal.
- Neckera attenuata (Hedw.) Myrin
- Neckera aubertii (P. Beauv.) Brid.
- Neckera aurea Schwägr.
- Neckera aureo-pallens Geh. & Hampe
- Neckera aurescens Hampe
- Neckera avellanedae Müll. Hal.
- Neckera baetica Guerra, J.A.
- Neckera baeuerlenii Geh.
- Neckera balansae Müll. Hal.
- Neckera baldwinii Müll. Hal.
- Neckera balfouriana (Grev.) Müll. Hal.
- Neckera bandongiae Müll. Hal.
- Neckera beccariana Hampe
- Neckera benoistii Thér.
- Neckera berteroana Schimp. ex Mitt.
- Neckera bescherellei Nog.
- Neckera besseri (Lobarzewski) Jur.
- Neckera beyrichii Schwägr.
- Neckera bhutanensis Nog.
- Neckera bicolorata Müll. Hal.
- Neckera biductulosa (P. Beauv.) Brid.
- Neckera biformis Hampe
- Neckera billardieri Hampe
- Neckera bipinnata Schwägr.
- Neckera birmensis Hampe ex Müll. Hal.
- Neckera blanda Harv.
- Neckera bogotensis Mitt.
- Neckera boiviniana Müll. Hal. ex Besch.
- Neckera bolleana Müll. Hal.
- Neckera borealis Nog.
- Neckera borgenii Kiaer ex Renauld
- Neckera boryana Müll. Hal.
- Neckera brachyclada (Brid.) Müll. Hal.
- Neckera brachypus (Brid.) Müll. Hal.
- Neckera brasiliensis (Hornsch.) Müll. Hal.
- Neckera breutelii Müll. Hal.
- Neckera brevicaulis Broth.
- Neckera brevinervis Broth.
- Neckera breviramea Müll. Hal.
- Neckera brevirostris Griff.
- Neckera breviseta Hook. & Wilson
- Neckera breviuscula Müll. Hal. ex Dusén
- Neckera brotheri Paris
- Neckera brownii Dixon
- Neckera brunnea Müll. Hal.
- Neckera buchananii (Brid.) Müll. Hal.
- Neckera caldensis Lindb. ex Ångström
- Neckera californica Hook. & Arn.
- Neckera camptoclada Renauld & Cardot
- Neckera canariensis (Brid.) Brid.
- Neckera capensis Müll. Hal.
- Neckera capillacea Griff.
- Neckera capillaris Müll. Hal.
- Neckera capilliramea Müll. Hal.
- Neckera caudifrondea Müll. Hal.
- Neckera celebesica Müll. Hal.
- Neckera cephalonica Jur. & Unger
- Neckera cernua Müll. Hal.
- Neckera characea Müll. Hal.
- Neckera chevalieri Broth. & Corb.
- Neckera chilensis Schimp. ex Mont.
- Neckera chlorocaulis Müll. Hal.
- Neckera chrysoclada Müll. Hal.
- Neckera chrysoneura Hampe ex Müll. Hal.
- Neckera cirrifolia (Schwägr.) Müll. Hal.
- Neckera cirrosa (Hedw.) F. Weber & D. Mohr
- Neckera cladorrhizans Hedw.
- Neckera clastobryum Müll. Hal.
- Neckera cochlearifolia Müll. Hal.
- Neckera columnaris Schwägr.
- Neckera comes Griff.
- Neckera commutata Müll. Hal.
- Neckera comorae Müll. Hal.
- Neckera complanata (Hedw.) Huebener
- Neckera complicata Müll. Hal.
- Neckera composita Hedw.
- Neckera compressa (Hedw.) Müll. Hal.
- Neckera consimilis Hampe
- Neckera convoluta Dozy & Molk.
- Neckera cordata Hook. ex Harv.
- Neckera coreana Cardot
- Neckera coronata (Mont.) Müll. Hal.
- Neckera crassicaulis Müll. Hal.
- Neckera crenulata Harv.
- Neckera crinita Griff.
- Neckera crispa Hedw.
- Neckera crispatula (Hook.) Hook.
- Neckera crispula Besch. & Sande Lac.
- Neckera crocea (Hampe) Müll. Hal.
- Neckera cryptotheca (Hampe) Müll. Hal.
- Neckera cumingii Müll. Hal.
- Neckera curtipendula Hedw.
- Neckera curvata Griff.
- Neckera curvirostris Schwägr.
- Neckera cuspidifera Müll. Hal.
- Neckera cyathipoma Müll. Hal.
- Neckera cyathocarpa Hampe ex Müll. Hal.
- Neckera cyclophylla Müll. Hal.
- Neckera cylindracea Mont.
- Neckera cylindricaulis Müll. Hal.
- Neckera cymbifolia (Sull.) Müll. Hal.
- Neckera d'orbignyana Lorentz
- Neckera debilis Mitt.
- Neckera decipiens F. Weber & D. Mohr
- Neckera decomposita (Brid.) Müll. Hal.
- Neckera decurrens Broth.
- Neckera dendroides (Hedw.) Timm
- Neckera denigricans Enroth
- Neckera densa (Sw. ex Hedw.) Wilson
- Neckera dentata Griff.
- Neckera denticulata (P. Beauv.) Brid.
- Neckera deppei Hornsch. ex Müll. Hal.
- Neckera diaphana Müll. Hal.
- Neckera dillenii Lindb.
- Neckera dimorpha Müll. Hal.
- Neckera distans Müll. Hal.
- Neckera disticha Hedw.
- Neckera diversicoma Hampe
- Neckera domingensis Spreng.
- Neckera douglasii Hook.
- Neckera dregeana Hornsch.
- Neckera drummondii (Taylor) Müll. Hal.
- Neckera dubyana Hampe
- Neckera duplicata (Schwägr.) A. Jaeger
- Neckera eavesiana Hampe
- Neckera efructifera Griff.
- Neckera ehrenbergii Müll. Hal.
- Neckera elegans Jur.
- Neckera elegantula Griff.
- Neckera emersa Müll. Hal. & Hampe
- Neckera enrothiana Meng-Cheng Ji
- Neckera eucarpa Schimp. ex Müll. Hal.
- Neckera eugeniae S.O. Lindberg
- Neckera exserta Hook. ex Schwägr.
- Neckera extans Besch.
- Neckera falcata Reinw. & Hornsch.
- Neckera falcifolia Renauld & Cardot
- Neckera fasciculata (Sw. ex Hedw.) Arn.
- Neckera fauriei Cardot
- Neckera filamentosa Hook.
- Neckera filicina Hedw.
- Neckera filifera (Müll. Hal.) Müll. Hal.
- Neckera filiformis Hedw.
- Neckera fimbriata Harv.
- Neckera flabellata (Sm.) Mitt.
- Neckera flaccida Brid.
- Neckera flagellacea Mitt.
- Neckera flagellifera Broth.
- Neckera flavescens Hook.
- Neckera flavo-limbata Müll. Hal. & Hampe
- Neckera flexilis (Hedw.) Müll. Hal.
- Neckera flexiramea Cardot
- Neckera flexuosa Harv.
- Neckera floribunda (Dozy & Molk.) Müll. Hal.
- Neckera floribundula Müll. Hal.
- Neckera floridana Austin
- Neckera fluminalis Müll. Hal. ex Renauld
- Neckera formosana Nog.
- Neckera foveolata Mitt.
- Neckera fruticosa Mitt.
- Neckera funalis (Wilson) Müll. Hal.
- Neckera funiformis Müll. Hal.
- Neckera fuscescens Hook.
- Neckera fuscoviridis Hampe
- Neckera gennati Rota
- Neckera giulianettii Broth.
- Neckera glabella (Hedw.) F. Weber & D. Mohr
- Neckera glauca Müll. Hal.
- Neckera glossophylla Mitt.
- Neckera glyphotheca Müll. Hal.
- Neckera goughiana Mitt.
- Neckera gracilenta Bosch & Sande Lac.
- Neckera gracilis (Hedw.) Müll. Hal.
- Neckera gracillima Taylor
- Neckera graeffeana Müll. Hal.
- Neckera grateloupii (Mont.) Müll. Hal.
- Neckera gromieri Thér.
- Neckera guyanensis Mont.
- Neckera hamata Müll. Hal.
- Neckera hampeana (Müll. Hal.) Müll. Hal.
- Neckera harveyana Müll. Hal.
- Neckera hawaiico-pennata Müll. Hal.
- Neckera hayachinensis Cardot
- Neckera hedbergii P. de la Varde
- Neckera heteroclada Herzog
- Neckera heteromalla Hedw.
- Neckera heterophylla Brid.
- Neckera hexasticha (Schwägr.) Müll. Hal.
- Neckera hillebrandii Reichardt
- Neckera himalayana Mitt.
- Neckera hispida Müll. Hal.
- Neckera hoehnelii Müll. Hal.
- Neckera hookeri Dozy & Molk.
- Neckera hookeriacea Müll. Hal. ex Dusén
- Neckera hookeriana Griff.
- Neckera hornschuchiana Müll. Hal.
- Neckera humboldtii (Hook.) Müll. Hal.
- Neckera humilis Mitt.
- Neckera hygrometrica (Harv. & Hook.) Müll. Hal.
- Neckera hymenodonta Müll. Hal.
- Neckera hypnoides Hedw.
- Neckera idumoana S. Okamura
- Neckera illecebrina Müll. Hal.
- Neckera imberbis (Sm.) Müll. Hal.
- Neckera imbricata (P. Beauv.) Schwägr.
- Neckera imbricatula (Müll. Hal.) Müll. Hal.
- Neckera implana Mitt.
- Neckera incurvata Hornsch.
- Neckera indica (Mont.) Müll. Hal.
- Neckera inermis Müll. Hal.
- Neckera inopinata Enroth & M. C. Ji
- Neckera integerrima Broth.
- Neckera intermedia Brid.
- Neckera inundata Broth.
- Neckera jagorii Müll. Hal.
- Neckera jamesii (Schimp.) Kindb.
- Neckera jamesonii Taylor
- Neckera japonica (Besch.) Broth.
- Neckera javanica Müll. Hal.
- Neckera julacea Hook. ex Schwägr.
- Neckera jurassica J.J. Amann ex Limpr.
- Neckera kamakurana S. Okamura
- Neckera kealeensis Reichardt
- Neckera kegeliana Müll. Hal.
- Neckera kermadecensis Müll. Hal.
- Neckera konoi Broth.
- Neckera korthalsiana Dozy & Molk.
- Neckera laeta Griff.
- Neckera laevidens Broth. ex P.C. Wu & Y. Jia
- Neckera laevifolia (Schiffner) Cardot
- Neckera laevigata Hook. f. & Wilson
- Neckera laeviuscula Geh.
- Neckera lagura (Hook.) Müll. Hal.
- Neckera lancifolia Harv.
- Neckera lanosa (Mitt.) Müll. Hal.
- Neckera latifolia S.O. Lindberg
- Neckera laxa (Wilson) Müll. Hal.
- Neckera leichhardtii Hampe & Müll. Hal.
- Neckera leiophylla Gümbel ex Müll. Hal.
- Neckera lentula (Wilson) Broth.
- Neckera lepineana Mont.
- Neckera leptodontea Müll. Hal.
- Neckera leptofrondosa Müll. Hal.
- Neckera leptophylla Schimp.
- Neckera leptotheca Mitt.
- Neckera leucocaulon Müll. Hal.
- Neckera leucoclada Müll. Hal.
- Neckera leucocolea Mitt.
- Neckera leucocytus Müll. Hal.
- Neckera leuconeura Müll. Hal.
- Neckera liebmanniana Müll. Hal.
- Neckera liebmannii Schimp. ex Besch.
- Neckera ligulaefolia Mitt.
- Neckera liliana Renauld
- Neckera lindigii Hampe
- Neckera lineolata (Duby) Müll. Hal.
- Neckera lingulata Mitt.
- Neckera livens (Schwägr.) Müll. Hal.
- Neckera longe-exserta Hampe ex Müll. Hal.
- Neckera longebarbata Hampe
- Neckera longifolia Müll. Hal.
- Neckera longipendiculata Müll. Hal.
- Neckera longipes Müll. Hal.
- Neckera longirostris Hook.
- Neckera longiseta Hook.
- Neckera longisetacea Müll. Hal.
- Neckera longissima Dozy & Molk.
- Neckera longiuscula Müll. Hal. ex Dusén
- Neckera loriformis Bosch & Sande Lac.
- Neckera ludoviciana Müll. Hal.
- Neckera lurida Griff.
- Neckera lusitanica (Schimp.) Kindb.
- Neckera luteovirens Taylor
- Neckera luzonensis R.S. Williams
- Neckera macounii (Müll. Hal. & Kindb.) Kindb.
- Neckera macrocarpa Brid.
- Neckera macropelma Müll. Hal.
- Neckera macropoda Hedw.
- Neckera madagascariensis (Brid.) Müll. Hal.
- Neckera madecassa Besch.
- Neckera marchalii Herzog
- Neckera marginata (Paris) Broth.
- Neckera mariei Besch.
- Neckera mascarenica Müll. Hal.
- Neckera mechoacana Müll. Hal.
- Neckera mediterranea H. Philib.
- Neckera menziesii Drumm.
- Neckera microcarpa Schimp. ex Besch.
- Neckera microtheca Herzog
- Neckera minor (Hedw.) P. Beauv.
- Neckera miqueliana Müll. Hal.
- Neckera missionum Sehnem
- Neckera moenkemeyeri Müll. Hal.
- Neckera mohriana Müll. Hal.
- Neckera mollis (Hedw.) Müll. Hal.
- Neckera mollusca Mitt.
- Neckera montagneana Müll. Hal.
- Neckera moritzii Hampe
- Neckera morrisonensis Nog.
- Neckera moutieri (Broth. & Paris) Broth.
- Neckera mucronata Bosch & Sande Lac.
- Neckera muratae Nog.
- Neckera myura (Hook.) Arn.
- Neckera nakazimae (Iisiba) Nog.
- Neckera nano-disticha Geh.
- Neckera neckeroides (Broth.) Enroth & B.C. Tan
- Neckera neglecta Müll. Hal.
- Neckera nelloi Broth. ex Tongiorgi
- Neckera neomexicana (Cardot) Grout
- Neckera nietneri Müll. Hal.
- Neckera nigrescens (Hedw.) Sw. ex Schwägr.
- Neckera nigricans (Hook.) Nees
- Neckera nipponica Horik. & Nog.
- Neckera nitens Schimp. ex Besch.
- Neckera nitidula (Mitt.) Broth.
- Neckera nodicaulis Müll. Hal.
- Neckera noguchiana Meng-Cheng Ji & Enroth
- Neckera novae-granadae Müll. Hal.
- Neckera obliquifolia Hornsch.
- Neckera obtusata Mont.
- Neckera obtusifolia Taylor
- Neckera occidentalis Besch.
- Neckera octangula Müll. Hal.
- Neckera octodiceras Müll. Hal.
- Neckera oerstediana Müll. Hal.
- Neckera ohioensis (Sull.) Müll. Hal.
- Neckera oligocarpa Bruch
- Neckera orientalis Müll. Hal.
- Neckera orthocarpa (Brid.) Müll. Hal.
- Neckera orthorrhyncha Besch.
- Neckera osculatiana De Not.
- Neckera ossulava S. Hatt.
- Neckera pabstiana Müll. Hal.
- Neckera pachycarpa Schimp. ex Besch.
- Neckera pachygaster Müll. Hal.
- Neckera pacifica Broth. & Paris
- Neckera pallescens Müll. Hal.
- Neckera pallida (Hook.) Müll. Hal.
- Neckera pandurifolia Müll. Hal.
- Neckera papillipes Müll. Hal. ex Hampe
- Neckera parishiana Mitt.
- Neckera parvula Mitt.
- Neckera patagonica Brid.
- Neckera patula (Hedw.) Schwägr.
- Neckera pechuelii Müll. Hal.
- Neckera penduliramea Müll. Hal.
- Neckera pennata Hedw.
- Neckera perichaetialis Hampe
- Neckera perpinnata Cardot & Thér.
- Neckera perpusilla (De Not.) Müll. Hal.
- Neckera perrottetii (Mont.) Müll. Hal.
- Neckera persplendida Müll. Hal.
- Neckera pertruncata Cardot
- Neckera pervilleana Besch.
- Neckera philippeana Schimp.
- Neckera philippinensis (Broth.) Paris
- Neckera phleoides (Desv. ex Brid.) Müll. Hal.
- Neckera phyllogonioides Sull.
- Neckera pilifera (Sw.) Spruce
- Neckera planifolia Hedw.
- Neckera platyantha (Müll. Hal.) Paris
- Neckera plicaefolia Müll. Hal.
- Neckera plicata (Brid.) Schwägr.
- Neckera plumaria Hampe
- Neckera plumosa Reinw. & Hornsch.
- Neckera plumula (Nees) Müll. Hal.
- Neckera plumuloides Broth.
- Neckera pluvinii (Brid.) Steud.
- Neckera poeppigiana Müll. Hal.
- Neckera pohlii (Schwägr.) Müll. Hal.
- Neckera polyclada Müll. Hal.
- Neckera polytrichoides (Hedw.) F. Weber & D. Mohr
- Neckera porodictyon Renauld & Cardot
- Neckera praelonga Lorentz
- Neckera praemollis Müll. Hal.
- Neckera prionacis Müll. Hal.
- Neckera procumbens Müll. Hal.
- Neckera producta (Hornsch.) Müll. Hal.
- Neckera prostratula Müll. Hal.
- Neckera pseudalopecura Müll. Hal.
- Neckera pseudo-imbricata Müll. Hal.
- Neckera pseudocrispa Rehmann ex Müll. Hal.
- Neckera pseudopennata (Warnst.) Schlieph. ex Zmuda
- Neckera pseudoseductrix Müll. Hal.
- Neckera pterantha (Müll. Hal.) Kindb.
- Neckera puiggarii Geh. & Hampe
- Neckera pulchella Griff.
- Neckera pulvinata (Wahlenb.) Müll. Hal.
- Neckera pumila Hedw.
- Neckera punctulata Müll. Hal.
- Neckera pusilla Mitt.
- Neckera pygmaea Dozy & Molk.
- Neckera quinquefaria Müll. Hal.
- Neckera rabenhorstii Warnst.
- Neckera ramulosa Mitt.
- Neckera rectifolia Mitt.
- Neckera recurvula (Broth.) Paris
- Neckera reginae Hampe
- Neckera regnelliana Müll. Hal.
- Neckera reinwardtii (Nees) Müll. Hal.
- Neckera remota Bruch & Schimp. ex Müll. Hal.
- Neckera remotifolia (Müll. Hal.) Hornsch. ex Müll. Hal.
- Neckera repens (Brid.) Schwägr.
- Neckera retrorsa (Mitt.) Müll. Hal.
- Neckera rhystotis Müll. Hal.
- Neckera rigida Müll. Hal.
- Neckera rigidula Wilson ex Mitt.
- Neckera rivalis Mitt.
- Neckera rostrata Griff.
- Neckera rotundata Broth.
- Neckera rotundifolia Hartm.
- Neckera rufescens Müll. Hal.
- Neckera rugulosa Mitt.
- Neckera sanctae-catharinae Müll. Hal.
- Neckera scabridens Müll. Hal.
- Neckera scabriseta Schwägr.
- Neckera scalpellifolia Mitt.
- Neckera schlechtendalii Piep.
- Neckera schmidii Müll. Hal.
- Neckera schnyderi Müll. Hal.
- Neckera scioana Brizi
- Neckera sciuroides (Hedw.) Müll. Hal.
- Neckera scottiae Müll. Hal.
- Neckera scrobiculata Nees
- Neckera secunda (Hook.) Müll. Hal.
- Neckera seductrix Hedw.
- Neckera semicrispa Cardot & P. de la Varde
- Neckera semitorta Müll. Hal.
- Neckera semperiana Hampe
- Neckera sendtneriana Schimp.
- Neckera sericea Froel.
- Neckera serrophila Müll. Hal.
- Neckera serrulata (P. Beauv.) Brid.
- Neckera serrulatifolia Enroth & M. C. Ji
- Neckera setosa (Hedw.) Hook.
- Neckera setschwanica Broth.
- Neckera shanwanica P.C. Wu & Y.H. Feng
- Neckera sieboldii (Dozy & Molk.) Müll. Hal.
- Neckera sikkimensis (Paris) Broth.
- Neckera sinuata Müll. Hal.
- Neckera smithii (Hedw.) Müll. Hal.
- Neckera spathulaefolia (Müll. Hal.) Mitt.
- Neckera spathulata (Dixon) Dixon
- Neckera speciosa (Nog.) Nog.
- Neckera spectabilis Griff.
- Neckera sphaerocarpa Hook.
- Neckera splachnoides Sm.
- Neckera splendens Reinw. & Hornsch.
- Neckera spruceana Mitt.
- Neckera spurio-truncata Müll. Hal. ex Dusén
- Neckera squamata Müll. Hal. ex Hampe
- Neckera squarrosa Hook. ex Harv.
- Neckera squarrulosa (Mont.) Müll. Hal.
- Neckera stracheyana Mitt.
- Neckera straminea Hornsch.
- Neckera striata (Schwägr.) Schwägr.
- Neckera stricta Harv. ex Müll. Hal.
- Neckera subacutifolia Geh. & Hampe
- Neckera subdisticha Besch.
- Neckera subimbricata Hampe
- Neckera subintegra S.O. Lindberg
- Neckera submacrocarpa Dixon
- Neckera suborthosticha Müll. Hal.
- Neckera subpendula Geh. & Hampe
- Neckera subpiligera Hampe
- Neckera subplatyantha Broth.
- Neckera subrecta Mitt.
- Neckera subremota Müll. Hal. ex Dusén
- Neckera subrugulosa Schimp. ex Besch.
- Neckera subserrata Hook. ex Harv.
- Neckera substriata Hampe
- Neckera subulata (P. Beauv.) Müll. Hal.
- Neckera subuliformis Reinw. & Hornsch.
- Neckera sulcata (Hook.) Müll. Hal.
- Neckera sullivantii Müll. Hal.
- Neckera sundaensis Müll. Hal.
- Neckera targioniana Mitt.
- Neckera tenax Müll. Hal.
- Neckera tenella Schwägr.
- Neckera tenera Hornsch.
- Neckera tenuis Hook.
- Neckera teres Müll. Hal.
- Neckera ternstroemiae (Brid.) Müll. Hal.
- Neckera tetragona (Sw. ex Hedw.) Müll. Hal.
- Neckera tjibodensis M. Fleisch.
- Neckera tomentosa (Hook.) Müll. Hal.
- Neckera tortipilis Müll. Hal.
- Neckera tosaensis Broth.
- Neckera trabeculata Herzog
- Neckera trachyloma Müll. Hal.
- Neckera trichoclada (Taylor) Müll. Hal.
- Neckera trichomanoides (Hedw.) Hartm.
- Neckera trichomitrium (Hedw.) Müll. Hal.
- Neckera trichophora (Mont.) Müll. Hal.
- Neckera trichophoroides Hampe ex Müll. Hal.
- Neckera trichophylla (Sw. ex Hedw.) Sw.
- Neckera tricostata Sull.
- Neckera truncata Müll. Hal.
- Neckera tumida Dicks. ex Hook.
- Neckera turgescens Müll. Hal.
- Neckera turgida Jur.
- Neckera turgidula Müll. Hal.
- Neckera uematsui Broth.
- Neckera undulata Hedw.
- Neckera undulatifolia (Tixier) Enroth
- Neckera urceolata (Schwägr.) Müll. Hal.
- Neckera urnigera Müll. Hal.
- Neckera uroclada Mitt.
- Neckera uruguensis Müll. Hal.
- Neckera urvilleana Müll. Hal.
- Neckera vaginans Welw. & Duby
- Neckera valentiniana Besch.
- Neckera versicolor Müll. Hal.
- Neckera villae-ricae Besch.
- Neckera virens Hook. f. & Wilson
- Neckera viridis Müll. Hal.
- Neckera viridula Mitt.
- Neckera vitiana (Sull.) Müll. Hal.
- Neckera viticulaeformis Piep.
- Neckera viticulosa Hedw.
- Neckera viticulosoides P. Beauv.
- Neckera vulpina Mont.
- Neckera wallichii (Brid.) Cardot ex Müll. Hal.
- Neckera warburgii Broth.
- Neckera webbiana (Mont.) Düll
- Neckera welwitschii Duby
- Neckera wercklei Broth. & Thér.
- Neckera xizangensis Enroth & M. C. Ji
- Neckera yamamotoi Iisiba
- Neckera yezoana Besch.
- Neckera yunnanensis Enroth